# Julia Skala
Julia Skala (* 16. April 1995) ist eine deutsche Triathletin. Sie wird in der Bestenliste deutscher Triathletinnen auf der Ironman-Distanz geführt.

## Werdegang
Die gelernte Polizeibeamtin startet seit 2022 als Profi-Triathletin.
Bei ihrem ersten Ironman-Start (3,86 km Schwimmen, 180,2 km Radfahren und 42,195 km Laufen) wurde sie im August 2023 Sechste im Ironman Kalmar.
Im Juni 2024 gewann sie mit der Challenge Gdansk ihr erstes Rennen auf der Mitteldistanz (1,9 km Schwimmen, 90 km Radfahren und 21,1 km Laufen). Im Juli 2024 wurde die 29-Jährige Neunte bei der Challenge Roth mit einer Zeit von 8:43:54 Stunden.
2024 qualifizierte sich Skala erstmals für die Ironman-Weltmeisterschaft, die in diesem Jahr in Nizza stattfand. Auch 2025 sicherte sie sich die WM-Norm und nahm nach reiflicher Überlegung den Start-Slot für Hawaii an. Im August 2025 nahm die Oberfränkin am Norseman Xtreme Triathlon in Norwegen teil und stellte mit einer Zeit von 11:00:23 Stunden einen neuen Streckenrekord bei den Damen auf.
Sie wird trainiert von ihrem Partner Michael Kalb, der ebenso als Triathlon-Profi aktiv war. 2025 heiratete das Paar, seitdem trägt auch er den Nachnamen Skala. 

## Sportliche Erfolge
| Datum/Jahr    | Platz | Wettbewerb        | Austragungsort       | Zeit | Bemerkung                      |
| ------------- | ----- | ----------------- | -------------------- | ---- | ------------------------------ |
| Juli 2023     | 1     | Trumer Triathlon  | Obertrum am See      |      | Siegerin auf der Sprintdistanz |
| 18. Juni 2023 | 2     | Rothsee-Triathlon | Hilpoltstein         |      | hinter Rebecca Robisch         |
| 18. Juli 2021 | 1     | Trumer Triathlon  | Obertrum am See      |      | Siegerin auf der Kurzdistanz   |
| 19. Aug. 2018 | 2     | Allgäu Triathlon  | Immenstadt im Allgäu |      | Sprintdistanz                  |

| Datum/Jahr    | Platz | Wettbewerb                     | Austragungsort  | Zeit     | Bemerkung                                                               |
| ------------- | ----- | ------------------------------ | --------------- | -------- | ----------------------------------------------------------------------- |
| 2. Aug. 2025  | 1     | Norseman Xtreme Triathlon      | Eidfjord        | 11:00:23 |                                                                         |
| 22. Sep. 2024 | 20    | Ironman World Championships    | Nizza           | 09:52:48 | hinter der Siegerin Laura Philipp                                       |
| 7. Juli 2024  | 9     | Challenge Roth                 | Roth            | 08:43:54 |                                                                         |
| 16. Juni 2024 | 1     | Challenge Gdansk               | Gdansk          | 04:18:45 | erster Profisieg auf der Mitteldistanz                                  |
| 19. Aug. 2023 | 6     | Ironman Kalmar                 | Kalmar          | 09:05:12 | erster Start auf der Langdistanz                                        |
| 2. Apr. 2023  | 2     | Triathlon de Portocolom        | Portocolom      |          | hinter Laura Jansen (1 km Schwimmen, 100 km Radfahren und 10 km Laufen) |
| 22. Mai 2022  | 7     | Ironman 70.3 Pays d’Aix France | Aix-en-Provence | 04:25:03 | [ 7 ]                                                                   |

| Datum/Jahr | Platz | Wettbewerb        | Austragungsort | Zeit     | Bemerkung    |
| ---------- | ----- | ----------------- | -------------- | -------- | ------------ |
| 2016       | 1     | Würzburg-Marathon | Würzburg       | 01:31:27 | Halbmarathon |